# Маклири (Вашингтон)
Маклири (енгл. McCleary) град је у америчкој савезној држави Вашингтон. По попису становништва из 2010. у њему је живело 1.653 становника.

## Демографија
Према попису становништва из 2010. у граду је живело 1.653 становника, што је 199 (13,7%) становника више него 2000. године.
| Група             | 2000.         | 2010.         |
| Белци             | 1.354 (93,1%) | 1.527 (92,4%) |
| Афроамериканци    | 3 (0,2%)      | 14 (0,8%)     |
| Азијати           | 4 (0,3%)      | 12 (0,7%)     |
| Хиспаноамериканци | 32 (2,2%)     | 39 (2,4%)     |
| Укупно            | 1.454         | 1.653         |